# Тейлор, Фил (музыкант)
Филлип Джон Тейлор (англ. Phillip John Taylor), также известный по прозвищу «Грязный Тейлор» или «Грязное животное» (англ. Philthy Animal) или просто Фил Тейлор (21 сентября 1954 — 11 ноября 2015) — британский барабанщик. Известен участием в группе Motörhead в 1975—1984 и 1987—1992 гг. Один из участников «классического» состава группы, наряду с Эдди Кларком и Лемми Килмистером.

## Биография

### 2010—2015
В начале 2010-х перенёс геморрагический инсульт.
6 ноября 2014 года на концерте Motörhead в Бирмингеме вместе с Эдди Кларком присоединился к участникам группы, чтобы поприветствовать публику.
11 ноября 2015 года, в 61 год, скончался после продолжительной болезни.

## Дискография

### Motörhead
- On Parole (1975/1979)
- Motörhead (1977)
- Overkill (1979)
- Bomber (1979)
- Ace of Spades (1980)
- No Sleep 'til Hammersmith (1981)
- Iron Fist (1982)
- Another Perfect Day (1983)
- Rock 'n' Roll (1987)
- 1916 (1991)
- March ör Die (1992)

### Прочие записи
- The Muggers (альбом).
- Philthy Phil & Fast Eddie (album) Naughty Old Santa's Christmas Classics (1989)
- GMT One By One 12" сингл (1989)
- GMT War Games CD выпуск тех же песен + ещё одна (1991)
- The Deviants Have Left The Planet (album) играл с Ladbroke Grove, Mick Farren на вокале, Larry Wallis на гитаре, и др. (1999)
- Sheep In Wolves' Clothing трибьют-диск фанатов Motorhead, выпущен 7 апреля 2008.